# 卢瓦尔河畔乌祖埃
卢瓦尔河畔乌祖埃（法語：Ouzouer-sur-Loire，法語發音：[uzwɛʁ syʁ lwaʁ]）是法国卢瓦雷省的一个市镇，位于该省南部，卢瓦尔河右岸，属于奥尔良区。

## 地理
卢瓦尔河畔乌祖埃（47°46'0"N, 2°28'43"E）面积34.27 平方千米，位于法国中央-卢瓦尔河谷大区卢瓦雷省，该省份为法国中北部省份，北起埃松省，西北接厄尔-卢瓦省，西南接卢瓦-谢尔省，南至涅夫勒省和谢尔省，东临约讷省，东北接塞纳-马恩省。
与卢瓦尔河畔乌祖埃接壤的市镇（或旧市镇、城区）包括：莱博尔德、利翁昂叙利亚斯、博内、当皮埃尔昂比尔利、蒙特罗、圣艾尼昂勒雅亚尔、卢瓦尔河畔圣佩尔、羅亞爾河畔敘利。
卢瓦尔河畔乌祖埃的时区为UTC+01:00、UTC+02:00（夏令时）。

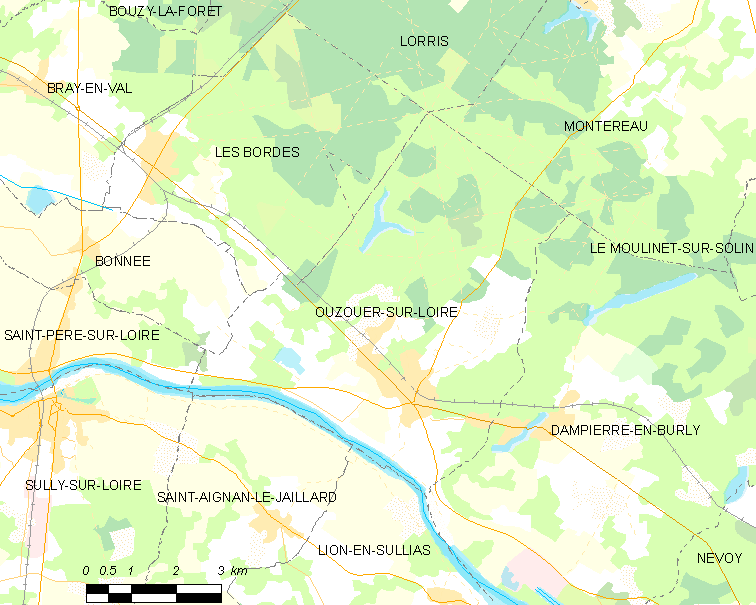
卢瓦尔河畔乌祖埃的OSM定位图

## 行政
卢瓦尔河畔乌祖埃的邮政编码为45570，INSEE市镇编码为45244。

## 政治
卢瓦尔河畔乌祖埃所属的省级选区为卢瓦尔河畔叙利县。

## 人口

1962-2008年间卢瓦尔河畔乌祖埃人口变化图示

卢瓦尔河畔乌祖埃于2022年1月1日时的人口数量为2560人。